# ムルト＝エ＝モゼル県
ムルト＝エ＝モゼル県（ムルト＝エ＝モゼルけん、Meurthe-et-Moselle）は、フランス北東部、グラン・テスト地域圏の県である。

## 歴史

1871年以降の県境の変化

ムルト＝エ＝モゼル県は、1871年、ムルト県（Meurthe）とモゼル県（Moselle）の一部が、普仏戦争終結後のフランクフルト条約によりドイツ帝国領となったため、2つの県のうちフランスに残された領土が合併して誕生した。リュネヴィル、ナンシー、トゥールといった国境より内陸の各地域は、それ以前からフランス領であった。一方、ブリエーはモゼル県の一部であった。領土回復後も県境はそのまま残された。当時、シャトー＝サランとサールブールはドイツ領であった。
1997年、行政上の理由からムーズ県のコミューンであったアン＝ドゥヴァン＝ピエールポン（fr）がムルト＝エ＝モゼル県に加わった。

## 地理・気候
ムルト＝エ＝モゼル県は、ムーズ県、ヴォージュ県、バ＝ラン県と接し、北部はルクセンブルクおよびベルギー国境と接する。過去の仏独間の戦争の名残で、県は奇妙な形をしている。南北130キロメートル、東西は狭いところで7キロメートル、広い部分で103キロメートルある。ムルト＝エ＝モゼル県の形はガチョウに似ているとされる。
県面積の約32%を森林が占める。この森林は、1999年の嵐で大きな被害を受けた。
県の名称はムルト川とモーゼル川に由来する。ロレーヌの台地を流れるこれらの河川が大地を掘り下げて広大な平野を形成している。これはヴォージュ山脈から南東の山地を生み出している。
気候は、海洋性気候と大陸性気候両方の影響を受けている。時折、冬の寒波、夏の熱波と対照的な気候となる。しかし、支配的な方向の風はなく全体的に弱い。そのため、猛烈な風が吹くのはまれである。

## 人口統計
| 1968年  | 1975年  | 1982年  | 1990年  | 1999年  | 2006年  | 2007年  | 2008年  |
| ------- | ------- | ------- | ------- | ------- | ------- | ------- | ------- |
| 705 413 | 722 588 | 716 846 | 711 822 | 713 779 | 725 303 | 726 594 | 729 768 |

SPLAF、2006年以降INSEE

## 経済
県の経済は長きにわたって鉱物資源採掘（鉄鉱石、岩塩、石灰岩）に依存してきた。1960年代まで繁栄し、1970年代以降の鉄鋼産業不況で基幹経済の転換を迫られた。北部で高地のブリエーは、さらに厳しい経済危機に陥った。今日、失業率が再び上昇し、ベルギーや先進的なルクセンブルクへ労働者が流出した。例として、かつての鉄鋼産業の町ロンウィの労働者人口の半数は、現在ルクセンブルクで働いている。リュネヴィル周辺の状況も困難である。対照的にナンシー郡は、サービス業、研究分析、高等教育の分野で非常に躍進している。かつてロレーヌ公の果樹園であった県南部のサントワは、依然として農業地帯のままである。

## 文化
1871年の普仏戦争後に成立した、現在のムルト＝エ＝モゼル県とモゼル県の県境は、本当の文化的国境でもなければ、2つの県の住民の意識を隔てるものでなく、双方の県民は2つの県でひとつであるという意識を共有している。ロンウィを含むかつての工業地帯は、モゼル県のティオンヴィルと文化的に密接である。

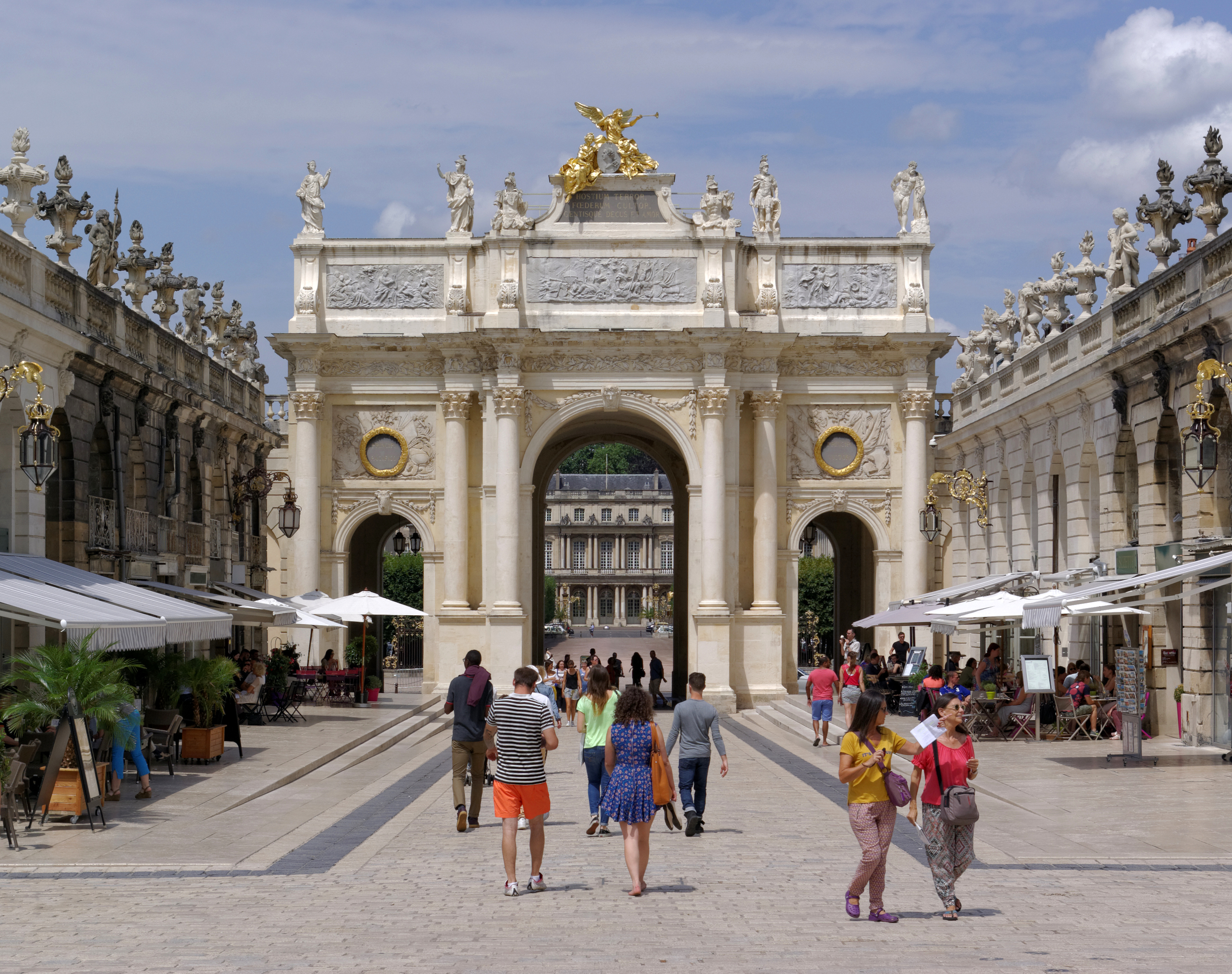
ナンシーのスタニスラス広場
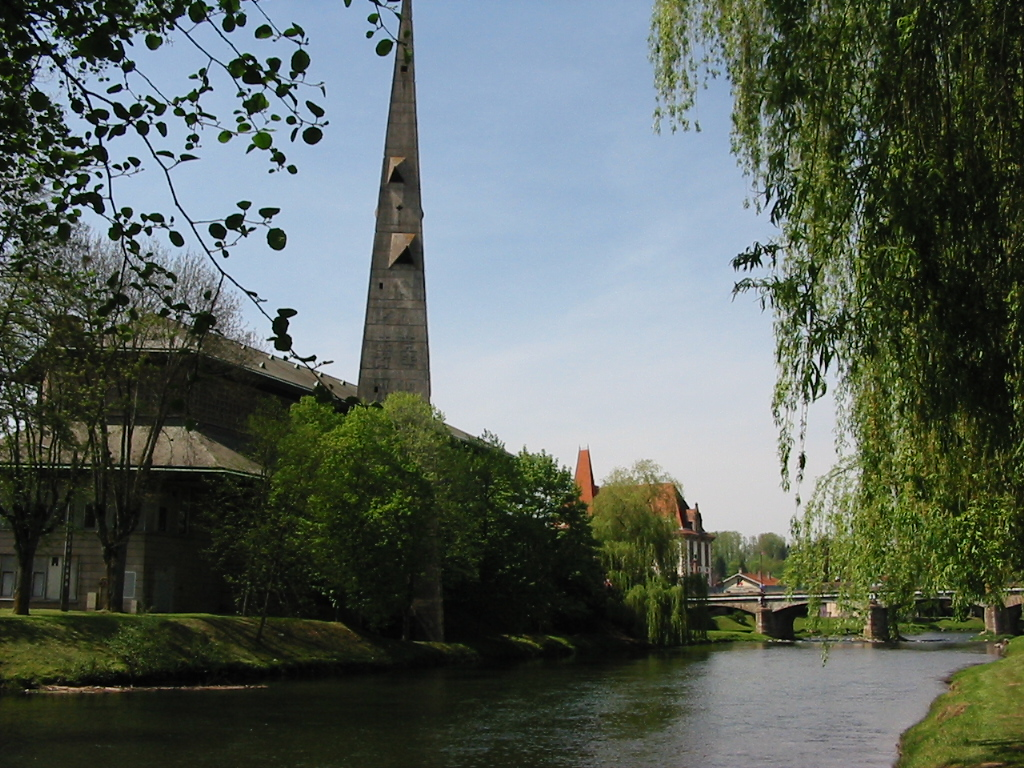
バカラを流れるムルト川
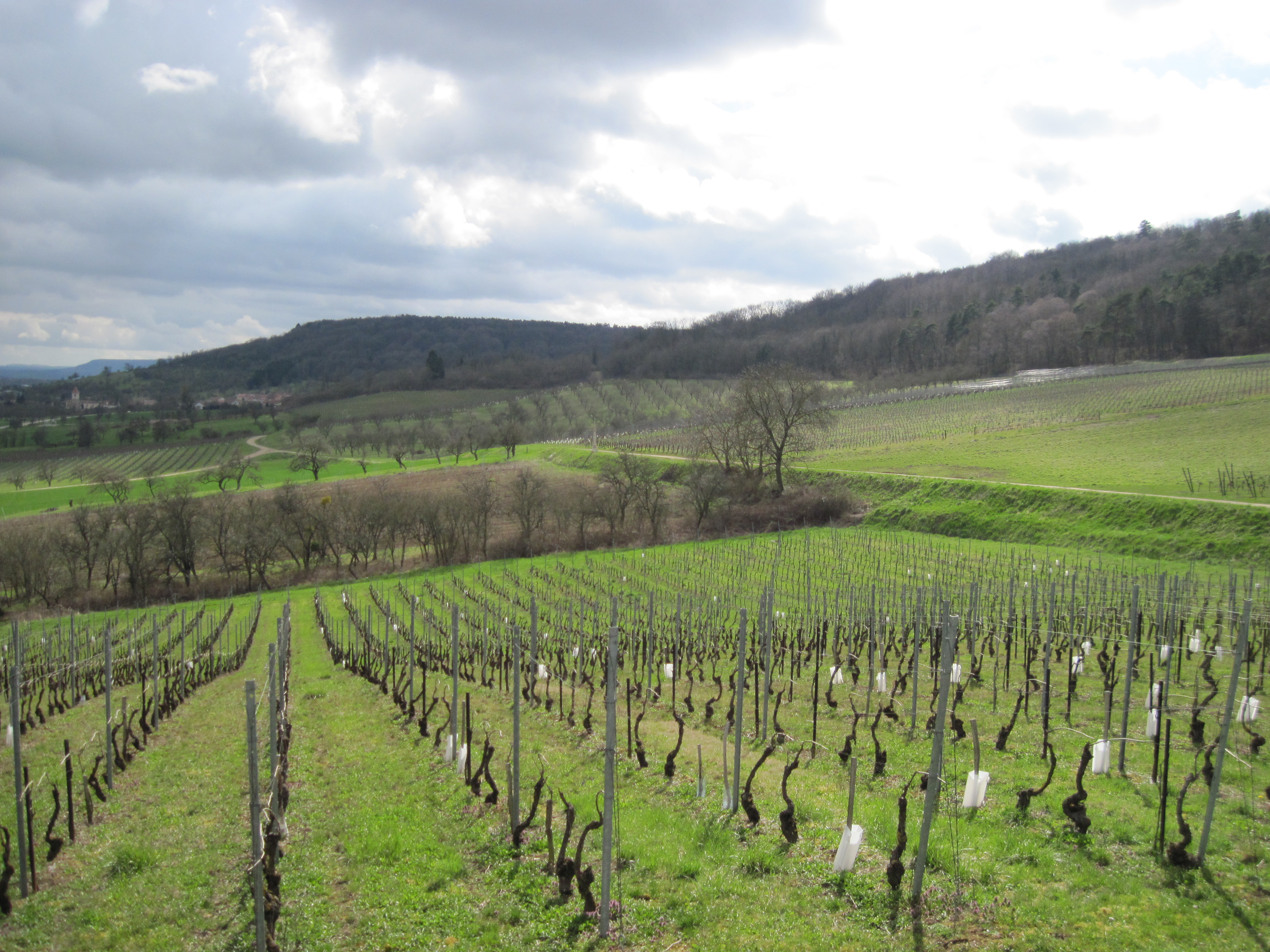
ブリュレ郊外のブドウ畑
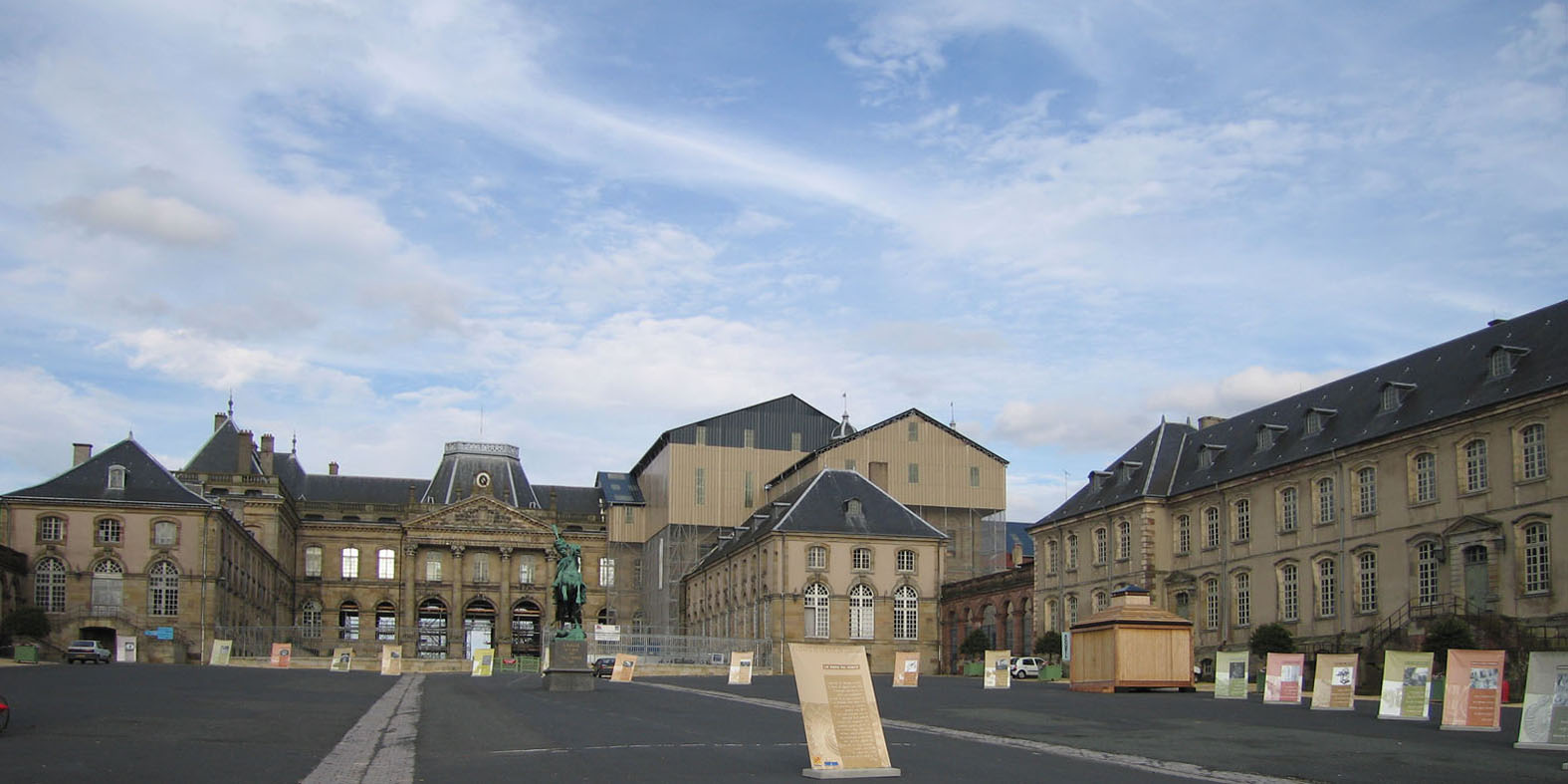
リュネヴィル城
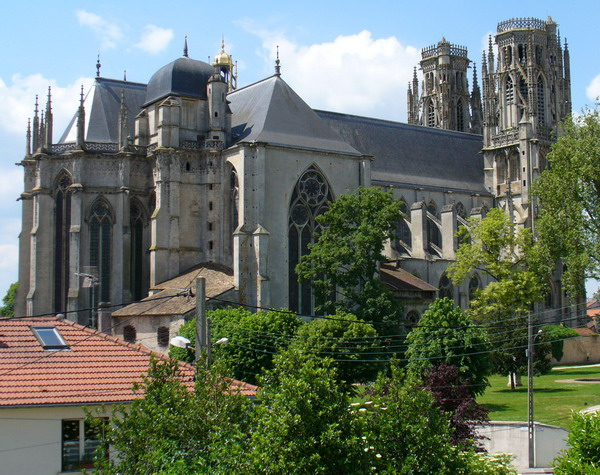
トゥールのサン＝テチエンヌ大聖堂

## 関係者

### 主な出身者
- オレリー・フィリペティ（政治家）
- ミシェル・プラティニ（欧州サッカー連盟元会長）
- フィリップ・クローデル（映画監督）